# Pomfret (Connecticut)
Pomfret és una població dels Estats Units a l'estat de Connecticut. Segons el cens del 2005 tenia 4.142 habitants.

## Demografia
Segons el cens del 2000, Pomfret tenia 3.798 habitants, 1.433 habitatges, i 1.053 famílies. La densitat de població era de 36,4 habitants/km².
Dels 1.433 habitatges en un 36,3% hi vivien nens de menys de 18 anys, en un 62,2% hi vivien parelles casades, en un 7,8% dones solteres, i en un 26,5% no eren unitats familiars. En el 20,9% dels habitatges hi vivien persones soles el 7,6% de les quals corresponia a persones de 65 anys o més que vivien soles. El nombre mitjà de persones vivint en cada habitatge era de 2,64 i el nombre mitjà de persones que vivien en cada família era de 3,07.
Per edats la població es repartia de la següent manera: un 26,7% tenia menys de 18 anys, un 6,5% entre 18 i 24, un 29,4% entre 25 i 44, un 26,6% de 45 a 60 i un 10,8% 65 anys o més.
L'edat mediana era de 39 anys. Per cada 100 dones de 18 o més anys hi havia 94,2 homes.
La renda mediana per habitatge era de 57.938 $ i la renda mediana per família de 64.650 $. Els homes tenien una renda mediana de 43.333 $ mentre que les dones 28.901 $. La renda per capita de la població era de 26.029 $. Aproximadament l'1,7% de les famílies i el 4,1% de la població estaven per davall del llindar de pobresa.